# البنك الكويتي التركي
البنك الكويتي التركي (بالتركية: Kuveyt Türk Katılım Bankası)‏ المعروف اختصاراً باسم كويت تُرك (بالتركية: Kuveyt Türk)‏ تأسس عام 1989 ويُعتبر أحد البنوك الإسلامية في تركيا. كما يمتلك بيت التمويل الكويتي الحصة الأكبر من البنك بنصيب 62%.
يشتهر البنك الكويتي التركي أيضًا بخدماته المصرفية الذهبية في تركيا ومعاملات المعادن الثمينة، حيث يقدم البنك خدمة سحب الذهب والفضة ماديًا. إلى جانب ذلك فإن الخدمة الرئيسية التي يقدمها البنك هي الخدمات الإسلامية المصرفية الخالية من الفوائد والتي تقوم على الاعتماد على دفع نصيب من الأرباح في المشاريع التي يدخل فيها البنك.